# Antheraea
Antheraea is een geslacht van vlinders uit de familie van de nachtpauwogen (Saturniidae). De rupsen van sommige Aziatische soorten zijn of waren van commercieel belang en worden al eeuwenlang gefokt voor hun spinrag.

## Kenmerken
Antheraea-soorten zijn relatief groot en geelachtig tot bruinachtig van kleur. Er zijn grote schijfvormige vlekken op de voor- en achtervleugels. Er zijn geen substantiële verschillen in vleugelmarkeringen tussen de geslachten. De tentakels zijn viervoudig kamvormig, bij de mannetjes zijn ze erg breed en veerachtig, bij de vrouwtjes echter smal.
De rupsen zijn groen en hebben convexe segmenten die zijn voorzien van duidelijke maar gereduceerde stekels of haren. Ze verpoppen in een grote, stevige eivormige cocon zonder gat. Om de cocon te verlaten, geven de uitkomende vlinders een protease af dat de spinzijde afbreekt.

## Soorten
- Antheraea alleni Holloway, 1987
- Antheraea alorensis U. Paukstadt & L. Paukstadt, 2005
- Antheraea andamana Moore, 1877
- Antheraea angustomarginata Brechlin & Meister, 2009
- Antheraea assamensis Helfer, 1837
- Antheraea biedermanni Niepelt, 1932
- Antheraea billitonensis Moore, 1878
- Antheraea borneensis Moore, 1892
- Antheraea broschi Naumann, 2001
- Antheraea brunei Allen & Holloway, 1986
- Antheraea castanea Jordan, 1910
- Antheraea celebensis Watson, 1915
- Antheraea cernyi Brechlin, 2002
- Antheraea cihangiri Naumann & Naessig, 1998
- Antheraea cingalesa Moore, 1883
- Antheraea compta Rothschild, 1899
- Antheraea cordifolia Weymer, 1906
- Antheraea crypta Chu & Wang, 1993
- Antheraea diehli Lemaire, 1979
- Antheraea exspectata Brechlin, 2000
- Antheraea fickei Weymer, 1909
- Antheraea francki Watson, 1923
- Antheraea frithi Moore, 1859
- Antheraea fusca Rothschild, 1903
- Antheraea gazella Niepelt, 1934
- Antheraea gephyra Niepelt, 1926
- Antheraea godmani (Druce, 1892)
- Antheraea gschwandneri Niepelt, 1918
- Antheraea gulata Naessig & Treadaway, 1998
- Antheraea hagedorni Naumann & Lourens, 2008
- Antheraea halconensis U. Paukstadt & Brosch, 1996
- Antheraea harndti Naumann, 1999
- Antheraea hartii Moore, 1892
- Antheraea helferi Moore, 1859
- Antheraea hollowayi Naessig & Naumann, 1998
- Antheraea imperator Watson, 1913
- Antheraea jakli Naumann, 2008
- Antheraea jana (Stoll, 1782)
- Antheraea jawabaratensis Brechlin & Paukstadt, 2010
- Antheraea kageri U. Paukstadt, L. Paukstadt & Suhardjono, 1997
- Antheraea kalangensis Brechlin & Meister, 2009
- Antheraea kelimutuensis U. Paukstadt, L. Paukstadt & Suhardjono, 1997
- Antheraea knyvetti Hampson, 1893
- Antheraea korintjiana Bouvier, 1928
- Antheraea lampei Naessig & Holloway, 1989
- Antheraea larissa (Westwood, 1847)
- Antheraea larissoides Bouvier, 1928
- Antheraea lorosae M.D. Lane, Naumann & D.A. Lane, 2004
- Antheraea meisteri Brechlin, 2002
- Antheraea mentawai Naessig, Lampe & Kager, 2002
- Antheraea minahassae Niepelt, 1926
- Antheraea montezuma (Salle, 1856)
- Antheraea moultoni Watson, 1927
- Antheraea myanmarensis U. Paukstadt, L. Paukstadt & Brosch, 1998
- Antheraea mylitta (Drury, 1773)
- Antheraea mylittoides Bouvier, 1928
- Antheraea pahangensis Brechlin & Paukstadt, 2010
- Antheraea paphia Linnaeus, 1758
- Antheraea pasteuri Bouvier, 1928
- Antheraea paukpelengensis Brechlin & Meister, 2009
- Antheraea paukstadtorum Naumann, Holloway & Naessig, 1996
- Antheraea pedunculata Bouvier, 1936
- Antheraea pelengensis Brechlin, 2000
- Antheraea pernyi (Guerin-Meneville, 1855), Chinese zijdevlinder
- Antheraea perrottetii (Guerin-Meneville, 1843)
- Antheraea platessa Rothschild, 1903
- Antheraea polyphemus (Cramer, 1775)
- Antheraea pratti Bouvier, 1928
- Antheraea prelarissa Bouvier, 1928
- Antheraea raffrayi Bouvier, 1928
- Antheraea ranakaensis U. Paukstadt, L. Paukstadt & Suhardjono, 1997
- Antheraea rhythmica Turner, 1936
- Antheraea rosemariae Holloway, Naessig & Naumann, 1995
- Antheraea roylii Moore, 1859
- Antheraea rubicunda Brechlin, 2009
- Antheraea rumphii (Felder, 1861)
- Antheraea schroederi U. Paukstadt, Brosch & L. Paukstadt, 1999
- Antheraea semperi C. & R. Felder, 1861
- Antheraea steinkeorum U. Paukstadt, L. Paukstadt & Brosch, 1999
- Antheraea subcaeca Bouvier, 1928
- Antheraea sumatrana Niepelt, 1926
- Antheraea sumbawaensis Brechlin, 2000
- Antheraea superba Inoue, 1964
- Antheraea surakarta Moore, 1862
- Antheraea taripaensis Naumann, Naessig & Holloway, 1996
- Antheraea tenggarensis Brechlin, 2000
- Antheraea ulrichbroschi U. & L. Paukstadt, 1999
- Antheraea vietnamensis Brechlin & Paukstadt, 2010
- Antheraea viridiscura Holloway, Naessig & Naumann, 1996
- Antheraea yamamai (Guerin-Meneville, 1861)